# Hydriomena biplagiata
Hydriomena biplagiata là một loài bướm đêm trong họ Geometridae.